# 十常侍
十常侍（じゅうじょうじ）は、中国後漢末期の霊帝の時代に専権を振るった宦官の集団。
『後漢書』によれば
- 張譲・趙忠を中心に夏惲・郭勝・孫璋・畢嵐・栗嵩・段珪・高望・張恭・韓悝・宋典

の12名の中常侍を指すが、概数をもって十常侍と呼ばれたのだという。

## 概説
『後漢書』によれば、宦官が本格的に政治上の権力を持つに至ったのは桓帝の時代、外戚の梁冀の排斥に功績を挙げた単超・徐璜・具瑗・左悺・唐衡の五名の宦官が重用され「五侯」と呼ばれるようになったころである。単超の死後、傲慢になった五侯は失脚するが、その後の霊帝の時代にも侯覧・曹節・王甫が現れ、党錮の禁など幾多の政争において勝利し、権勢を振るった。このころには、汝南袁氏のような名門の一族からも袁赦のような宦官が出るようになる。最終的には侯覧は自害、王甫は刑死に追い込まれるが、曹節は181年まで生き延び天寿をまっとうした。
曹節の没後には、十常侍と呼ばれる宦官の集団が存在したことが記録上確認されており、彼等は霊帝の寵愛を受け、絶大な権勢を振るった。中でも張譲と趙忠との権勢は大きく、張譲と趙忠は皇帝に「わが父、わが母」とまで呼ばれた。
彼等の親族の多くが地方官に取り立てられ、至る所で人民を貪欲に搾取した。彼らを君側の奸と見なし、その横暴に漢王室の将来を憂う者もいたが、そのような者は十常侍により乱心者として処罰されるか見てみぬふりをせねばならなかった。呂強や張鈞のような良識ある人物は、十常侍の腐敗を弾劾したが、やはり逆に処罰されている。逆に宦官におもねって官職を得ようとする者たちも出現した。
黄巾の乱においては、宦官の中から封諝のような内通者が出現し、宦官の勢力はやや衰えた。その後、外戚から台頭した大将軍何進が十常侍をはじめとする宦官勢力と対立。何進は霊帝の死後、その寵臣であった宦官蹇碩を殺害し、宦官勢力殲滅のため軍勢を集めようとするが、張譲らは何太后を利用して何進を罠にはめ殺害し、事態の収拾を図る。しかし、何進殺害に激怒した袁紹は宮中に乱入し、宦官とその与党の人物をほとんど殺害した。そのとき、張譲や段珪は皇帝の劉辯と劉協も一緒に連れて逃げるが、追手がせまり逃げ切れないと判断し川に飛び込み自殺した。189年のことである。直後に劉辯と劉協の二人を保護した董卓が十常侍に代わり権力を握るようになるのである。
宦官によって政治を席捲された後漢の反省を受けて、後漢から禅譲を受けた魏においては、宦官に権限を与えない政治をするようになった。

## 三国志演義
『三国志演義』においては、
- 張譲・趙忠・封諝・段珪・曹節・侯覧・蹇碩・程曠・夏惲・郭勝

の10名を十常侍とする。曹節や侯覧は、張譲や趙忠の台頭以前に王甫と共に権勢を振るった宦官である。